# Kłodziny
Kłodziny – wzniesienia o wysokościach ok. 145 m n.p.m. w północnej części Wysoczyzny Łobeskiej, położone w woj. zachodniopomorskim, w powiecie świdwińskim, na obszarze gminy Rąbino.
Kłodziny są północno-wschodnią częścią moreny, której najwyższym wzgórzem jest Klorówka.
Ok. 1 km na północny wschód od Kłodzin leży wieś Dołganów, a 1 km na wschód wieś Kłodzino.
Nazwę Kłodziny wprowadzono urzędowo w 1950 roku, zastępując poprzednią niemiecką nazwę Rauhe Berge.